# 岩谷九十老

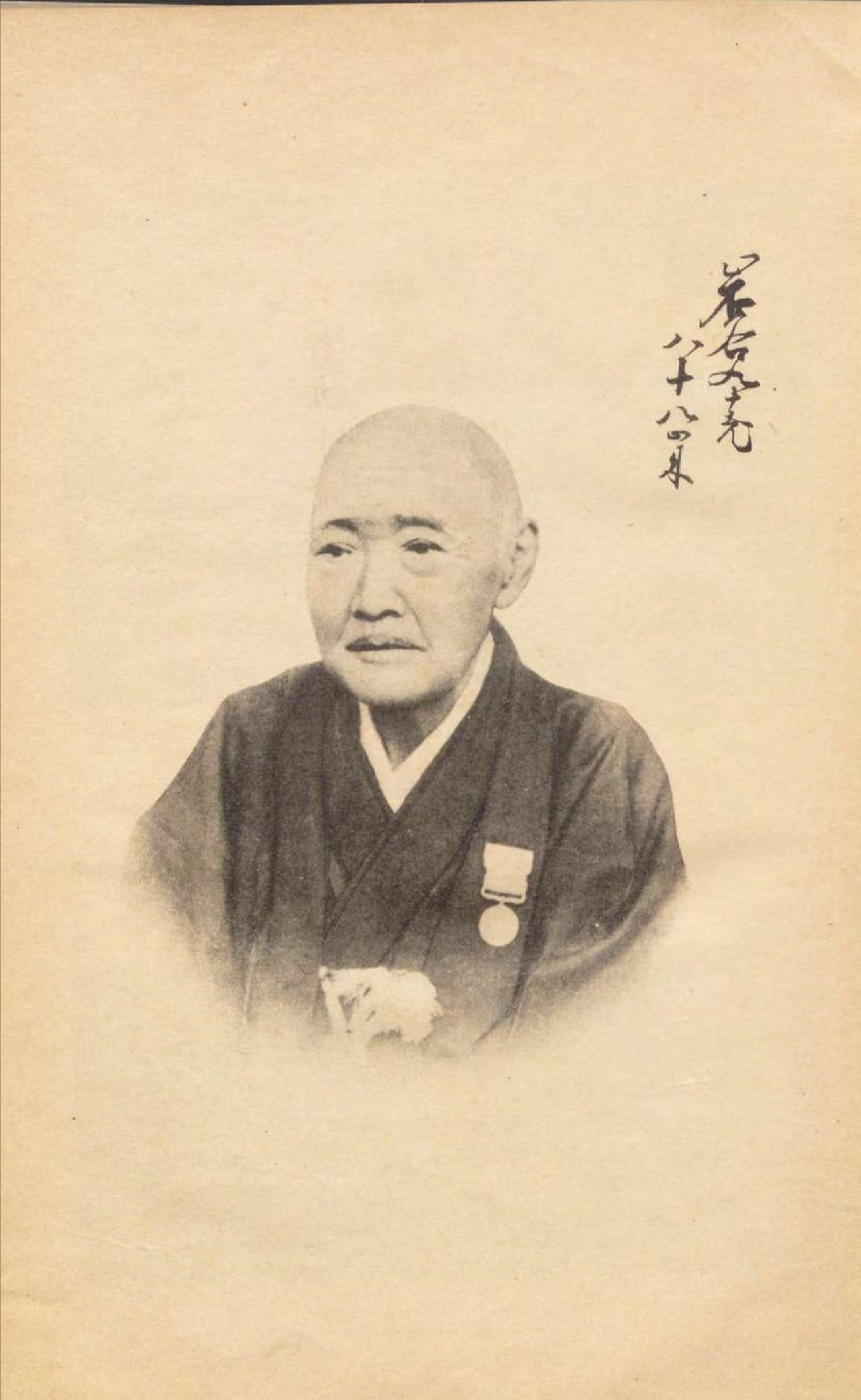
岩谷九十老

岩谷 九十老（いわや くじゅうろう、1808年7月21日（文化5年6月28日） - 1895年（明治28年）3月12日）は、江戸時代後期-明治時代の公共事業家。石見国安濃郡川合村（現在の島根県大田市）の豪農。名は善九郎、善右衛門。

## 生涯
1808年7月21日（文化5年6月28日）、岩谷孝兵衛、もんの第七子として生まれる。もんの乳の出が悪く、小作農に預けられ、板の間に蓆を敷いて寝たり、麦飯さえ食べられず、芋飯を食べて育つという幼児期を過ごす。家に帰ってからも使用人と同じく働きながら、近所の医師土江三圭の下で読書・習字を習う。孝兵衛は九十老に家督を継ぐ器量があると見定め、学問をさせたと見られる。また、土江の塾で貝原益軒や太宰春台の本を読み、実用的な学問を学ぶ。
17歳の時、孝兵衛は自宅の新築工事の監督を九十老に一任する。大工や左官など多くの職人の手配・監督、工事の指揮、建築材料の手当まで、九十老は単独で全責任を負い、工事を完了させた。
1833年（天保4年）、26歳で家督を継ぎ川合村の総年寄役となり、浜田、福山、因幡の御用達となる。
殖産に励み、養蚕のため桑の木を一千株自費で購入し、但馬から職人を招いて技術の伝播に努めたり、用水路の整備を行うなど尽力し、更に学問にも励み、宅野村から井上恭安を招いて自宅に「洪愛義塾」を開き、塾生は数百人に上った。
これらの働きのため、人々は九十老を二宮尊徳になぞらえて、「石見尊徳」と称えるようになる。
また、荒廃の進んでいた石見国一宮物部神社の改築のため、私財を投げうって資金集めに奔走して、これを果たす。
1837年（天保8年）、30歳の時、大森代官所に新嘗祭のため皇室への稲穂献上を申し出るが、「其事ハ美挙ナルモ、上下アマリニ隔絶シタルコトユヘ、到底力及バズ」として実現しなかった。だが、その後も1844年（弘化元年）、1845年（弘化2年）、1853年（嘉永6年）、1868年（明治元年）、1870年（明治3年）、1872年（明治5年）と、大森代官所、大森県、浜田県と出願場所を変えながら九十老は申し出を続ける。
1882年（明治15年）岩倉具視が明治政府へ伝え、翌年侍従がそれを聞き入れ、更に3年後の1886年（明治19年）、籠手田安定島根県知事が上京の折、九十老の陳情を宮内次官吉井友実に取り次いだ結果、最初の申し入れから49年を経て稲穂の献上が実現した。この時九十老は79歳になっていた。
1884年（明治17年）、藍綬褒章を受章する。
1895年（明治28年）3月12日に88歳で生涯を終えた。

## 家族・親族
- 父 岩谷孝兵衛
- 母 もん
- 子孫 岩谷時子(作詞家、詩人、翻訳家)